# Griechischer Meister (Volleyball)
Der Griechische Meister im Volleyball wird in der griechischen Meisterschaft der Männer in der sogenannten A1-Liga ermittelt. Diese Profiliga besteht aus zwölf Mannschaften. Die ersten acht Mannschaften (bis 2016 die ersten 4) qualifizieren sich für die Play-offs, an deren Ende der griechische Meister ermittelt wird. Die vier übrigen Mannschaften ermitteln über Play-outs die Absteiger in die A2-Liga. Bis 2016 stiegen jeweils die beiden letzten Mannschaften ab.
Nach bisher 70 ausgetragenen Meisterschaften ist Olympiakos Piräus mit 32 errungenen Titeln Rekordmeister.

## Männer

### Geschichte
Die erste Volleyballmeisterschaft Griechenlands wurde bereits in den Jahren 1935–1936 unter dem Namen Panellinio Protathlima (Πανελλήνιο Πρωτάθλημα) ausgetragen. Seit der Saison 1968–1969 trägt die höchste Spielklasse Griechenlands die Bezeichnung Ethniko Protathlima (Εθνικό Πρωτάθλημα).

### Statistik der griechischen Volleyballmeister
- Olympiakos Piräus: 32
- Panathinaikos Athen: 21
- Panellinios Athen: 6
- Iraklis Thessaloniki: 5
- PAOK Thessaloniki: 3
- Milonas Athen: 2
- EA Patron: 1
- Aris Thessaloniki: 1

### Titelträger
| - 1936: Panellinios Athen - 1937: Panellinios Athen - 1938: EA Patron - 1939: Panellinios Athen - 1940: Panellinios Athen - 1941–43: nicht ausgetragen - 1944: Panellinios Athen - 1945–60: nicht ausgetragen - 1960: Panellinios Athen - 1961: Panellinios Athen - 1962: Milonas Athen - 1963: Panathinaikos Athen - 1964: Milonas Athen - 1965: Panathinaikos Athen - 1966: Panathinaikos Athen - 1967: Panathinaikos Athen - 1968: Olympiakos Piräus - 1969: Olympiakos Piräus - 1970: Panathinaikos Athen - 1971: Panathinaikos Athen - 1972: Panathinaikos Athen - 1973: Panathinaikos Athen - 1974: Olympiakos Piräus - 1975: Panathinaikos Athen - 1976: Olympiakos Piräus - 1977: Panathinaikos Athen - 1978: Olympiakos Piräus | - 1979: Olympiakos Piräus - 1980: Olympiakos Piräus - 1981: Olympiakos Piräus - 1982: Panathinaikos Athen - 1983: Olympiakos Piräus - 1984: Panathinaikos Athen - 1985: Panathinaikos Athen - 1986: Panathinaikos Athen - 1987: Olympiakos Piräus - 1988: Olympiakos Piräus - 1989: Olympiakos Piräus - 1990: Olympiakos Piräus - 1991: Olympiakos Piräus - 1992: Olympiakos Piräus - 1993: Olympiakos Piräus - 1994: Olympiakos Piräus - 1995: Panathinaikos Athen - 1996: Panathinaikos Athen - 1997: Aris Thessaloniki - 1998: Olympiakos Piräus - 1999: Olympiakos Piräus - 2000: Olympiakos Piräus - 2001: Olympiakos Piräus - 2002: Iraklis Thessaloniki - 2003: Olympiakos Piräus - 2004: Panathinaikos Athen - 2005: Iraklis Thessaloniki | - 2006: Panathinaikos Athen - 2007: Iraklis Thessaloniki - 2008: Iraklis Thessaloniki - 2009: Olympiakos Piräus - 2010: Olympiakos Piräus - 2011: Olympiakos Piräus - 2012: Iraklis Thessaloniki - 2013: Olympiakos Piräus - 2014: Olympiakos Piräus - 2015: PAOK Thessaloniki - 2016: PAOK Thessaloniki - 2017: PAOK Thessaloniki - 2018: Olympiakos Piräus - 2019: Olympiakos Piräus - 2020: Panathinaikos Athen - 2021: Olympiakos Piräus - 2022: Panathinaikos Athen - 2023: Olympiakos Piräus - 2024: Olympiakos Piräus - 2025: Panathinaikos Athen |

## Frauen
In der griechischen Volleyballliga A1 der Damen wird die Meisterschaft zurzeit unter zwölf Mannschaften ausgespielt. Nach 22 Spieltagen mit einer Hin- sowie Rückrunde, steigen die letzten beiden der Wertung in die A2 Liga ab. Die ersten vier Teams qualifizieren sich für die Play-offs an deren Ende der griechische Meister hervorgeht.

Nach bisher 54 Meisterschaften ist Panathinaikos Athen mit 26 gewonnenen Titeln amtierender Rekordmeister.

### Statistik der griechischen Volleyballmeister
- Panathinaikos Athen: 26
- Olympiakos Piräus: 9
- Vrilissia: 5
- ZAON: 5
- Filathlitikos: 4
- Ionikos N.F.: 2
- Panellinios: 2
- AEK Athen 1

### Titelträger
| - 1971: Panathinaikos Athen - 1972: Panathinaikos Athen - 1973: Panathinaikos Athen - 1974: ZAON - 1975: ZAON - 1976: ZAON - 1977: Panathinaikos Athen - 1978: Panathinaikos Athen - 1979: Panathinaikos Athen - 1980: ZAON - 1981: ZAON - 1982: Panathinaikos Athen - 1983: Panathinaikos Athen - 1984: Filathlitikos | - 1985: Panathinaikos Athen - 1986: Filathlitikos - 1987: Filathlitikos - 1988: Panathinaikos Athen - 1989: Ionikos N.F. - 1990: Panathinaikos Athen - 1991: Panathinaikos Athen - 1992: Panathinaikos Athen - 1993: Panathinaikos Athen - 1994: Ionikos N.F. - 1995: Vrilissia - 1996: Vrilissia - 1997: Vrilissia - 1998: Panathinaikos Athen | - 1999: Vrilissia - 2000: Panathinaikos Athen - 2001: Panellinios Athen - 2002: Panellinios Athen - 2003: Filathlitikos - 2004: Vrilissia - 2005: Panathinaikos Athen - 2006: Panathinaikos Athen - 2007: Panathinaikos Athen - 2008: Panathinaikos Athen - 2009: Panathinaikos Athen - 2010: Panathinaikos Athen - 2011: Panathinaikos Athen - 2012: AEK Athen | - 2013: Olympiakos Piräus - 2014: Olympiakos Piräus - 2015: Olympiakos Piräus - 2016: Olympiakos Piräus - 2017: Olympiakos Piräus - 2018: Olympiakos Piräus - 2019: Olympiakos Piräus - 2020: Olympiakos Piräus - 2021: Keine Austragung - 2022: Panathinaikos Athen - 2023: Panathinaikos Athen - 2024: Panathinaikos Athen - 2025: Olympiakos Piräus |